# Teledromas
Genre
Teledromas est un genre monotypique de passereaux de la famille des Rhinocryptidés. Il se trouve à l'état naturel en Amérique du Sud.

## Liste des espèces
Selon la classification de référence du Congrès ornithologique international (version 6.4, 2016) :
- Teledromas fuscus — Gallito du semi-désert, Tourco sable (Sclater, PL & Salvin, 1873)